# Arn: Cavalerul templier 2
Arn: Cavalerul templier 2 (titlu original: Arn – Riket vid vägens slut) este un film suedez din 2008 regizat de Peter Flinth. Scenariul, scris de Hans Gunnarsson, este bazat pe trilogia omonimă de Jan Guillou despre Arn Magnusson, un cavaler templier suedez fictiv.  În rolurile principale joacă actorii Joakim Nätterqvist, Sofia Helin, Stellan Skarsgård și Milind Soman.

## Prezentare
Scenariul filmului original urmărește acțiunea din al treilea volum al trilogiei, de-a lungul anilor 1187 - 1205. Există și o versiune "internațională" care-l cuprinde alături de filmul Arn: Cavalerul templier într-un singur film cu o durată de cca. 130 de minute.  
Arn este comandantul unei garnizoane templiere în Gaza. El primește ordinul de a se alătura unei trupe de templieri pentru a ataca în deșert armata lui Saladin. Având în vedere aroganța noului Mare Maestru al Templierilor, Gerard de Ridefort, cruciații sunt spulberați în bătălia care a urmat la Hattin. Arn este rănit, dar Saladin îl recunoaște și-l scapă de execuție. Arn se trezește în Damasc, cu rănile tratate; apoi Saladin îl trimite acasă promițându-i prietenie, apoi Saladin se pregătește să cucerească Ierusalimul.
În sfârșit, Ceciliei i se  permite să părăsească mănăstirea, unde a făcut o penitență de douăzeci de ani, și se întâlnește cu fiul ei Magnus pentru prima oară. Curând ea aude de căderea Ierusalimului și distrugerea templierilor și, crezând că Arn este mort, decide să devină  călugăriță pentru tot restul vieții sale, deoarece tocmai ce i-a fost oferit postul de stareță a clanului Folkung. Arn o întâlnește când era pe cale de a intra în mănăstire și se căsătoresc în cele din urmă. Ei își construirea o locuință, Forsvik, unde Arn a adunat meșteri din toată Europa și din Țara Sfântă. Arn îl cunoaște și pe fiul său Magnus, născut în lipsa sa și după o perioadă Arn devine tatăl unei fete pe nume Alde, iar Forsvik se dezvoltă rapid. Arn începe să instruiască militar tineri bărbați și băieți pentru ca aceștia să ajungă cavaleri.
Șase ani mai târziu, Regele Canute I al Suediei moare, lăsându-și copiii moștenitori. Regele Sverker al II-lea ia coroana cu ajutorul danezilor și încearcă să-i omoare pe fiii lui Canute, prevenit de mijlocirea unui Folkung care l-a înșelat pe Sverker pentru ca acesta să creadă că era un agent dublu. Forțat să poarte un război, primul dintr-un conflict lung de aproape 600 de ani între Suedia și Danemarca, Arn conduce clanul Folkung împotriva unei forțe sverkero-daneze în bătălia de la Lena (1208), Arn fiind ajutat de meșteri arabi și de templierul norvegian Harald. Cu o ploaie de săgeți, Arn distruge cavaleria daneză păcălită să atace. Arn conduce apoi o șarjă pentru a-l ataca pe regele Sverker, dar este interceptată de Ebbe Suneson, conducătorul danezilor, în duelul care urmează Arn îl ucide, dar este rănit mortal. Casa de Folkung iese victorioasă din luptă, dar Arn moare din cauza rănii pe drumul de întoarcere spre Forsvik. Filmul se încheie cu un epilog care prefigurează finalizarea consolidării Suediei într-un regat unificat o generație mai târziu, prin Birger Jarl, identificat ca fiind nepotul lui Arn.

## Distribuție
- Joakim Nätterqvist ca Arn Magnusson
- Sofia Helin ca Cecilia Algotsdotter,
- Anders Baasmo Christiansen ca Harald, prietenul de încredere al lui Arn
- Morgan Alling ca Eskil Magnusson, fratele lui Arn
- Stellan Skarsgård ca Birger Brosa, unchiul lui Arn
- Joel Kinnaman ca regele Sverker Karlsson
- Gustaf Skarsgård ca regele Knut Eriksson, cel mai bun prieten al lui Arn
- Bill Skarsgård ca Erik Knutsson, fiul lui Knut
- Milind Soman ca Saladin
- Nicholas Boulton ca Gerard de Ridefort, Mare Maestru Templier
- Nijas Ørnbak-Fjeldmose ca Sune Folkesson
- Martin Wallström ca Magnus Månsköld, fiul lui Arn
- Driss Roukhe ca Fakhr
- Fanny Risberg ca regina Cecilia Blanka, soția lui Knut
- Zakaria Atifi ca Ibrahim
- Valter Skarsgård ca Jon Knutsson
- Azher Adil ca Brosoa
- Mohamed Tsouli ca Bătrânul Satului
- Göran Ragnerstam ca Episcopul Erland
- Callum Mitchell ca Viking